# أوزبورن رينولندز
أوزبورن رينولندز (بالإنجليزية: Osborne Reynolds)‏ كان مخترعا بريطانيا ساهم في فهم ديناميكا الموائع.

## روابط خارجية
- أوزبورن رينولندز على موقع الموسوعة البريطانية (الإنجليزية)